# Clock Tower (игра, 1995)
Clock Tower (яп. クロックタワー курокку тава:) — компьютерная игра в жанре survival horror, вышедшая на приставке SNES в 1995 году в Японии и разработанная компанией Human Entertainment. В 1997 году игра была портирована для приставки PlayStation и переименована в Clock Tower ~The First Fear~ (яп. クロックタワー ～ザ･ファースト･フィアー～ курокку тава: дза фа:суто фиа:). Впоследствии также были выпущены порты для WonderSwan и Windows 95, оба в 1999 году. Игра является первой в серии игр с одноимённым названием. За пределами Японии игра не выпускалась.

## Сюжет
Дженнифер Симпсон — главная героиня игры, которая, вместе со своими подругами из сиротского приюта (Лаурой, Энн и Лоттой), по сюжету недавно была удочерена Мистером Берроузом, богатым человеком, который живёт в особняке, известном как Clock Tower. Дженнифер и её подруг приглашает туда дама Мэри. Находясь в особняке Дженнифер понимает, что Берроузы — далеко не обычная семья.

## Персонажи
- Дженнифер — главная героиня игры
- Лаура, Энн и Лотта — подружки Дженнифер
- Уолтер — отец Дженнифер
- Семья Берроузов:
- Мэри Берроуз — женщина, которая привела детей в зловещую часовню. Злодейка.
- Бобби Берроуз — убийца с ножницами, уродливый сын Мэри.
- Ден Берроуз — уродливый брат Бобби, уродливый сын Мэри (его можно будет увидеть в пещере).
- Мистер Берроуз — хозяин замка и он удочерил девочек.

## Концовки
Clock Tower имеет ряд концовок, которые зависят от того, какой выбор совершал игрок в определённых ситуациях на протяжении игры. Концовки исчисляются от A до H, H является худшей и A является лучшей, а также есть особая концовка S, которая выше A. Концовки A, B, и C считаются каноническими, то есть сиквел Clock Tower логически совместим с любой из них.
- Концовка S

Эта концовка уникальна и получить её сложнее всего. Изначально она совсем не отмечена в листе концовок. Она почти совпадает с концовкой A, однако подруга Дженнифер, вместо того чтобы быть вытолкнутой с башни, просто лежит на полу без сознания. В это время разъярённая стая ворон, одну из которых Дженнифер ранее в игре освободила из клетки, сбрасывает Мэри с башни. Затем к Дженифер присоединяется её выжившая подруга. (Если Дженнифер видела смерть Энн, то выживет Лаура, и наоборот. Лотту спасти невозможно.) Однако эта концовка не канонична. Два условия, необходимых для неё — освобождение вороны, и нахождение отца Дженифер, Уолтера, в секретной комнате.
- Концовка A

Эта концовка откроется если Дженнифер встретит в сарае Саймона Берроуза, и если выживет одна из её подруг. После того как Бобби летит навстречу своей смерти, уцелевшая подруга бежит к Дженнифер. Их воссоединение резко пресекается, когда Мэри выходит и сталкивает подругу Дженнифер через край в шестерёнки Часовой Башни. Мэри пытается зарезать Дженнифер, но Дженнифер сталкивает её через край, и Мэри умирает. Однако, если до этого игрок освободил ворону из клетки, то ворона будет бить Мэри клювом пока та не сорвётся с башни, почти как в концовке S.
- Концовка B

Зная что все её друзья погибли, Дженнифер поднимается на лифте на третий этаж. Незадолго до того как лифт останавливается, Бобби пытается вломиться в него через вентиляционное отверстие в потолке. Дженнифер совершает бегство по лестнице на вершину башни, и приводит в действие колокола часовой башни с помощью переключателей, при этом Бобби приходит в такое смятение, что падает прямо с вершины башни навстречу своей предполагаемой смерти. Появляется Мэри, в истерике из-за смерти двух своих детей, и пытается задушить Дженнифер. Дженнифер отталкивает Мэри в генератор, где её убивает током. Дженнифер единственная выжившая.
- Концовка C

Внутри лифта Дженнифер нажимает кнопку второго этажа и встречает Мэри в коридоре. Дженнифер, которая уже видела труп своего отца, разговаривает с Мэри до того, как та бросается на неё с ножом. Затем Мэрри зовёт на помощь Бобби. Дженнифер убегает от Мэри и карабкается по лестнице чтобы залезть на часовую башню. Но Мэри хватает Дженнифер за ногу. Дженнифер стряхивает хватку Мэри, которая срывается с лестницы и разбивается насмерть. У вершины часовой башни Дженнифер встречает Бобби, жаждущего мести за брата и мать, но Дженнифер включает колокола. Бой колоколов дезориентирует Бобби, так что он срывается с башни вниз навстречу своей смерти. Дженнифер единственная выжившая.
- Концовка D

Внутри лифта Дженифер нажимает кнопку второго этажа. В коридоре она встречает Мэри. Дженнифер, которая не видела труп своего отца, разговаривает с Мэри, и Мэри успокаивает её словами «Теперь ты в безопасности». Дженнифер бежит к Мэри, и Мэри бьёт её ножом в грудь. На последнем дыхании Дженнифер спрашивает «За что?». Мэри молча стоит со зловещей ухмылкой. Есть альтернативная концовка D, см. ниже.
- Концовка E

Внутри лифта Дженнифер нажимает кнопку третьего этажа. Лифт внезапно останавливается. Бобби вламывается в него через вентиляционное отверстие наверху. Дженнифер кричит. Экран уходит во мрак.
- Концовка F

Если Дженнифер не видела смерть Лотты, она продолжит игру как обычно, пока не наступит эпизод с лифтом. После входа в лифт двери закрываются (при этом не видно Дженнифер). Крик Дженнифер. Режущие звуки. Из под дверей лифта течёт кровь.
- Концовка G

Увидев смерть двух своих подруг, Дженнифер уезжает. Она успешно спасается из особняка и возвращается в приют. Короткий сопроводительный текст в финальной заставке рассказывает игроку о том, что три дня спустя Дженнифер нашли мёртвой в своей комнате. В этой концовке причина смерти Дженнифер неясна; две самых распространённых теории в том, что либо она была выслежена и убита кем-то из семьи Берроуз, либо покончила с собой, не в силах смириться с потерей своих подруг и своей неспособностью спасти их.
- Концовка H

Этой концовки проще всего достичь, при этом она считается «худшей». Дженнифер бежит в старый гараж. Сначала она сомневается, зная что её подруги остались в особняке, но после повторения попытки, она сдаётся и пробует спастись, пробив стену сарая. В финальной заставке видно, как в переднем зеркале возникает отражение поднимающихся ножниц. Шокированная Дженнифер кричит. Экран уходит во мрак.
Кроме того, есть две концовки, которые могут быть получены благодаря программному сбою в игре, из за которого Дженифер не видит смерть Энн и Лауры. Первая идентична концовкам H и G за исключением того, что на экране просто возникает удаляющаяся машина — в результате концовка получает ранг D. Вторая возникает, если игрок выполнил все необходимые условия для концовки S, но она оказывается идентичной концовке F.

## Геймплей
Игра представляет собой Survival horror, выполненный с помощью 2D-графики, в стиле Point-and-click. Игрок управляет Дженнифер и даёт ей определённые команды, например, проверку различных объектов окружения. Интерфейс игры похож на приключенческие игры 1990-х годов и упрощён для лучшей игры на геймпаде.
Основная игра заключается в исследовании особняка Берроуз, в решении загадок, в поиске ключей и других предметов для продвижения вперёд. Каждая комната может заключать в себе опасность. В случае опасности игрок должен часто нажимать определённую клавишу («кнопку паники»), чтобы избежать смерти. Однако у героини накапливается усталость от подобных действий, включая бег. Состояние усталости отображается цветом портрета: синий-зелёный-оранжевый-красный. Если усталость слишком высокая (красный), то попытка обороны окончится смертью. Специальная клавиша (B или X) прервёт движение и позволит восстановить силы.
На протяжении игры за Дженнифер часто пускается в погоню Scissorman (он же Бобби, он же Убийца С Ножницами). В случае его атаки игрок лишь может выиграть себе время при столкновении для побега к одной из комнат, чтобы спрятаться. Но каждое такое место может быть ненадёжным.
В игре имеется вариативность возможных событий и расположения предметов, отчего повторное прохождение будет отличаться от предыдущего.